# Владислав Биканов
Владислав Биканов (івр. ‏ולדיסלב ביקנוב, нар. 19 листопада 1989, Львів) — ізраїльський ковзаняр українського походження, що спеціалізується на шорт-треку..

## Біографічні відомості
Народився 19 листопада 1989 у Львові. У 1994 році сім'я переїхала до Ізраїлю.
Чемпіон та призер Чемпіонатів Європи зі шорт-треку.
Учасник Зимових Олімпійських ігор 2014, 2018 та 2022 років.